# Gareth Thomas (Rugbyspieler)
Gareth Thomas CBE (* 25. Juli 1974 in Sarn, Bridgend) ist ein ehemaliger walisischer Rugby-Union- und Rugby-League-Spieler. Er spielte auf den Positionen Schlussmann, Außendreiviertel oder Innendreiviertel. Mit genau 100 Einsätzen für die walisische Nationalmannschaft war er von 2007 bis 2011 der Rekordnationalspieler seines Landes.

## Karriere
Thomas begann seine Karriere beim Bridgend RFC, bevor er 1997 nach Cardiff wechselte, um 2001 wieder zurückzukehren. Mit Bridgend gelang ihm 2003 der Titel in der Welsh Premier Division. Das Team blieb in dieser Saison zu Hause ungeschlagen und musste nur zwei Auswärtsniederlagen hinnehmen. Im Anschluss an seine Zeit bei Bridgend schloss er sich den Celtic Warriors an, die jedoch nach nur einer Saison aufgelöst wurden, da der walisische Verband in Zukunft auf regionenbasierte Teams zurückgreifen wollte. Thomas hatte im Vorfeld bereits einen Vertrag beim französischen Club Stade Toulousain unterschrieben. Er war Teil der Mannschaft, die 2005 den Heineken Cup gewinnen konnte. Zur Saison 2007/08 kehrte er nach Wales zurück und unterschrieb einen Vertrag bei den Cardiff Blues. Die Vereinsführung in Toulouse kritisierte diesen Schritt, da Thomas ihr versichert hätte, ein weiteres Jahr in Frankreich zu bleiben.
Thomas gab sein Nationalmannschaftsdebüt am 27. Mai 1995 gegen Japan. 1999 erzielte er vier Versuche gegen Italien, was zuvor erst sechs anderen walisischen Spielern gelungen war. Bis zu den Six Nations 2008 hielt er den Rekord für die meisten Versuche, bis Shane Williams ihn überholte. Er hielt lange Zeit den Rekord für die meisten Länderspieleinsätze für Wales und wurde erst 2011 durch Stephen Jones abgelöst. 2004 überholte er Ieuan Evans in dieser Rubrik. 2005 wurde er für die Neuseeland-Tour der British and Irish Lions nach Neuseeland eingeladen. Nach der Verletzung von Brian O’Driscoll wurde er zum Kapitän ernannt. Sein 100. und gleichzeitig letztes Länderspiel bestritt er mit Wales gegen Fidschi in der Vorrunde der Weltmeisterschaft 2007.
Von 2007 bis 2010 spielte Thomas für die Cardiff Blues und gewann mit diesen 2009 den EDF Energy Cup. Im März 2010 wechselte er zur Sportart Rugby League und spielte für die Crusaders in der Super League. Mit der walisischen Rugby-League-Nationalmannschaft kam er zu vier Einsätzen in Länderspielen. Im Juli 2011 brach er seinen linken Arm und verpasste den Rest der Saison. Schließlich gab er am 25. Oktober 2011 seinen Rücktritt bekannt.
Thomas’ Spitznamen „Alfie“ bezieht sich auf die Fernsehserie „ALF“. Er heiratete 2002, ließ sich aber 2006 wieder scheiden. Im Dezember 2009 sorgte er international für Schlagzeilen, als er als erster prominenter Rugbyspieler überhaupt seine Homosexualität in der Öffentlichkeit nicht mehr versteckte.
Anfang 2013 nahm er an der achten Staffel der Eiskunstlaufshow Dancing on Ice teil.
Am 15. September 2019 erklärte er öffentlich, dass er mit HIV infiziert sei. Mit seiner öffentlichen Erklärung wolle er das Stigma rund um HIV durchbrechen und deutlich machen, dass HIV-Infizierte keineswegs immer „am Stock gehende Todkranke“ seien. Für seine Erklärung erhielt er zahlreiche zustimmende Kommentare in den Sozialen Medien.